# 易生
易生（1928年11月—2023年1月1日），男，辽宁抚顺人，中国飞航导弹领域专家，曾任航空航天部科技委副主任，航天三院院长、科技委主任，飞航式导弹系列总设计师、型号总指挥。